# Karman Thandi
Karman Kaur Thandi (Hindi: करमन कौर थांडी; * 16. Juni 1998) ist eine indische Tennisspielerin.

## Karriere
Thandi, die mit acht Jahren das Tennisspielen begann, bevorzugt dabei laut  ITF-Profil Hartplätze. Sie spielt überwiegend Turniere auf der ITF Women’s World Tennis Tour, bei der sie bislang vier Einzel- und vier Doppeltitel gewonnen hat. Im November 2018 gewann Thandi ihren ersten WTA-Challenger-Titel im Doppel in Taipeh.
Seit 2017 spielt Thandi für die indische Fed-Cup-Mannschaft;  ihre Fed-Cup-Bilanz weist bislang 5 Siege bei 8 Niederlagen aus.

## Turniersiege

### Einzel
| Nr. | Datum            | Turnier    | Kategorie   | Belag             | Finalgegnerin       | Ergebnis      |
| --- | ---------------- | ---------- | ----------- | ----------------- | ------------------- | ------------- |
| 1.  | 23. Juni 2018    | Hongkong   | ITF $25.000 | Hartplatz         | Lu Jiajing          | 6:1, 6:2      |
| 2.  | 26. Juni 2022    | Gurugram   | ITF W25     | Hartplatz         | Sofia Costoulas     | 6:4, 2:6, 6:1 |
| 3.  | 23. Oktober 2022 | Saguenay   | ITF W60     | Hartplatz (Halle) | Katherine Sebov     | 3:6, 6:4, 6:3 |
| 4.  | 23. Juli 2023    | Evansville | ITF W60     | Hartplatz         | Julija Starodubzewa | 7:5, 4:6, 6:1 |

### Doppel
| Nr. | Datum             | Turnier  | Kategorie      | Belag           | Partnerin                  | Finalgegnerinnen                       | Ergebnis          |
| --- | ----------------- | -------- | -------------- | --------------- | -------------------------- | -------------------------------------- | ----------------- |
| 1.  | 20. November 2015 | Gulbarga | ITF $10.000    | Hartplatz       | Dhruthi Tatachar Venugopal | Prerna Bhambri Kanika Vaidya           | 1:6, 6:3, [10:7]  |
| 2.  | 27. November 2015 | Gulbarga | ITF $10.000    | Hartplatz       | Dhruthi Tatachar Venugopal | Nidhi Chilumula Eetee Mahela           | 6:4, 6:75; [10:7] |
| 3.  | 25. März 2017     | Iraklio  | ITF $15.000    | Sand            | Mira Antonitsch            | Olha Jantschuk Despina Papamichail     | 6:0, 6:3          |
| 4.  | 18. November 2018 | Taipeh   | WTA Challenger | Teppich (Halle) | Ankita Raina               | Olga Doroschina Natela Dsalamidse      | 6:3, 5:7, Aufgabe |
| 5.  | 30. November 2018 | Pune     | ITF $25.000    | Hartplatz       | Ankita Raina               | Aleksandrina Najdenowa Tamara Zidanšek | 6:2, 6:7, [11:9]  |